# Tonšaevo
Tonšaevo (in russo Тоншаево?; in lingua mari: Пижӹмпал) è un insediamento operaio della Russia europea centro-orientale, nell'oblast' di Nižnij Novgorod, centro amministrativo del rajon Tonšaevskij.
Si trova sul fiume Pižma, 293 km a nord-ovest di Nižnij Novgorod.